# Saison 2013 des Orioles de Baltimore
La saison 2013 des Orioles de Baltimore est la 113e saison en Ligue majeure de baseball pour cette franchise et la 60e depuis son arrivée à Baltimore.
Malgré une seconde saison gagnante de suite, les Orioles sont incapables de se qualifier pour les séries éliminatoires comme ils l'avaient fait l'année précédente. Gagnants de 8 matchs de moins qu'en 2012, ils prennent le 3e rang de la division Est de la Ligue américaine avec 85 victoires et 77 défaites, un retard de 12 matchs sur les meneurs de la section mais à seulement 6 parties et demi d'une place en éliminatoires. Chris Davis, des Orioles, mène le baseball majeur en 2013 avec 53 coups de circuit et 138 points produits alors que le jeune Manny Machado s'impose parmi les étoiles de la ligue à sa première saison complète.

## Contexte
Les Orioles sont l'équipe surprise du baseball majeur en 2012 lorsqu'ils remportent 24 matchs de plus que la saison précédente, connaissent leur première saison gagnante depuis 1997 et se qualifient pour les séries éliminatoires, une première en 15 ans. Gagnants de 93 parties contre 69 défaites, les Orioles terminent seconds de la division Est de la Ligue américaine à seulement deux matchs des meneurs, les Yankees de New York. Baltimore défait les doubles champions en titre de l'Américaine, les Rangers du Texas, dans le match de meilleur deuxième qui lance les séries d'après-saison, mais est éliminé en cinq rencontres au terme d'une chaude bataille livrée aux Yankees en Série de division.

## Intersaison
L'hiver 2012-2013 des Orioles est assez calme, l'équipe décidant de ramener pour la nouvelle saison sensiblement le même groupe de joueurs leur ayant permis de gagner 93 parties l'année précédente, et de faire confiance à deux jeunes athlètes prometteurs ayant fait leurs débuts en 2012 : le joueur de troisième but Manny Machado et le lanceur droitier Dylan Bundy. Le plus gros changement à la formation est le départ du frappeur de coups de circuit Mark Reynolds. Les Orioles refusent de se plier aux exigences salariales de ce joueur de premier but, qui va poursuivre sa carrière chez les Indians de Cleveland.
Le 20 novembre 2012, le joueur de deuxième but Robert Andino est échangé aux Mariners de Seattle contre Trayvon Robinson, un voltigeur.
Le 13 décembre, Baltimore met sous contrat pour un an le voltigeur Nate McLouth qui, récupéré de Pittsburgh en juin après avoir été remercié par son club, a connu une bonne saison pour les Orioles. Lew Ford, un autre joueur de champ extérieur dont le contrat venait à échéance, est lui aussi de retour.
Le 19 décembre, le premier Travis Ishikawa s'amène à Baltimore sur un contrat des ligues mineures après une saison chez les Brewers de Milwaukee, de même que les releveurs gauchers Zach Braddock, aussi ancien de Milwaukee, et Daniel Schlereth, autrefois des Tigers de Détroit.
Le vétéran Jim Thome et le voltigeur Endy Chávez ne reviennent en revanche pas à Baltimore en 2013 et le joueur de premier but Nick Johnson, souvent blessé, opte pour la retraite.
Le lanceur partant Joe Saunders, acquis des Diamondbacks de l'Arizona en août 2012, n'est pas mis sous contrat et part chez les Mariners de Seattle en février 2013.
Le lanceur droitier Jair Jurrjens signe un contrat des ligues mineures en février.
Enfin, les Orioles prolongent jusqu'en 2018 les contrats de leur manager Buck Showalter et du directeur-gérant Dan Duquette.

## Calendrier pré-saison
L'entraînement de printemps des Orioles se déroule du 23 février au 30 mars 2013.

## Saison régulière
La saison régulière des Orioles se déroule du 1er avril au 29 septembre 2013 et prévoit 162 parties. Elle débute le 2 avril par une visite aux Rays de Tampa Bay et la saison locale des Orioles prend son envol le 5 avril lors de la visite des Twins du Minnesota.

### Avril
- 5 avril : Chris Davis frappe son 4e circuit en autant de parties, devenant le 4e joueur à en réussir dans chacun des 4 premiers matchs d'une saison, après Willie Mays, Mark McGwire et Nelson Cruz. De plus, ses 16 points produits sont le plus haut total dans les 4 premiers matchs d'une saison depuis que les points produits sont devenus une statistique officielle en 1920[16].

### Mai
- 2 mai : Chris Davis, des Orioles, est nommé meilleur joueur du mois d'avril en Ligue américaine[17].

### Juillet
- 2 juillet : Dans une transaction avec les Cubs de Chicago, les Orioles obtiennent le lanceur partant droitier Scott Feldman et le receveur Steve Clevenger en retour de deux lanceurs droitiers, le partant Jake Arrieta et le releveur Pedro Strop[18].
- 14 juillet : Avec 37 circuits, Chris Davis égale le record de la Ligue américaine pour le plus grand nombre de longues balles avant la pause du match des étoiles[19]. Les calendriers des matchs variant d'année en année, Davis frappe 37 circuits en 96 matchs alors que Reggie Jackson en avait joué 92 pour obtenir le même total avant le match d'étoiles 1969[20]. Le record des majeures demeure les 39 en 88 parties de Barry Bonds avant le match d'étoiles de 2001[21].

### Septembre
20 septembre : À l'occasion d'une visite aux Rays de Tampa Bay, les Orioles sont vaincus 4-3 en 18 manches de jeu dans un match de 6 heures 54 minutes qui est le plus long de l'histoire de la franchise. Les deux clubs établissent un record des majeures en utilisant 21 lanceurs à eux deux, soit 10 pour Baltimore et 11 pour Tampa Bay, ces derniers égalant le record pour une seule équipe.

### Classement
| Ligue américaine (Division Est) | V  | D  | %    | Diff. | Diff. (séries) |
| ------------------------------- | -- | -- | ---- | ----- | -------------- |
| Red Sox de Boston               | 97 | 65 | ,599 | -     | -              |
| Rays de Tampa Bay               | 92 | 71 | ,564 | 5½    | -              |
| Orioles de Baltimore            | 85 | 77 | ,525 | 12    | 6½             |
| Yankees de New York             | 85 | 77 | ,525 | 12    | 6½             |
| Blue Jays de Toronto            | 74 | 88 | ,457 | 23    | 17½            |

## Affiliations en ligues mineures
| Niveau            | Équipe              | Ligue                   |
| ----------------- | ------------------- | ----------------------- |
| AAA               | Norfolk Tides       | Ligue internationale    |
| AA                | Bowie Baysox        | Eastern League          |
| A-Advanced        | Frederick Keys      | Carolina League         |
| A                 | Delmarva Shorebirds | South Atlantic League   |
| A (saison courte) | Aberdeen IronBirds  | New York-Penn League    |
| Ligue des recrues | GCL Orioles         | Gulf Coast League       |
| Ligue des recrues | DSL Orioles 1       | Dominican Summer League |
| Ligue des recrues | DSL Orioles 2       | Dominican Summer League |